# Beaulieu/Grey/Boisy
Pour les articles homonymes, voir Beaulieu, Grey et Boisy.
Beaulieu/Grey/Boisy est un quartier de la ville de Lausanne, en Suisse.

## Démographie
Avec une population, en 2017, de 6 250 habitants, dont 1 608 étrangers (25,7%), le quartier Beaulieu/Grey/Boisy abrite 4% de la population lausannoise. 

## Délimitation
Le quartier Beaulieu/Grey/Boisy recouvre 67,1 ha, ce qui correspond à 2% de la surface de la commune, et regroupe les secteurs suivants, :
- Beaulieu (1701)[Note 1]
- Bergières (1702)
- Pierrefleur (1703)

Le quartier est situé au nord-ouest de la ville ; il est délimité au sud par le quartier de Maupas/Valency, à l'est par celui de Vinet/Pontaise, au nord par celui de Bossons/Blécherette et à l'ouest par la commune de Prilly.

## Transports publics
- Bus : lignes 2, 3, 21[4]

## Sites touristiques
- Centre de Congrès et d'Expositions de Beaulieu
- La campagne du Désert, construite entre 1771 et 1782 par Alexandre Perregaux

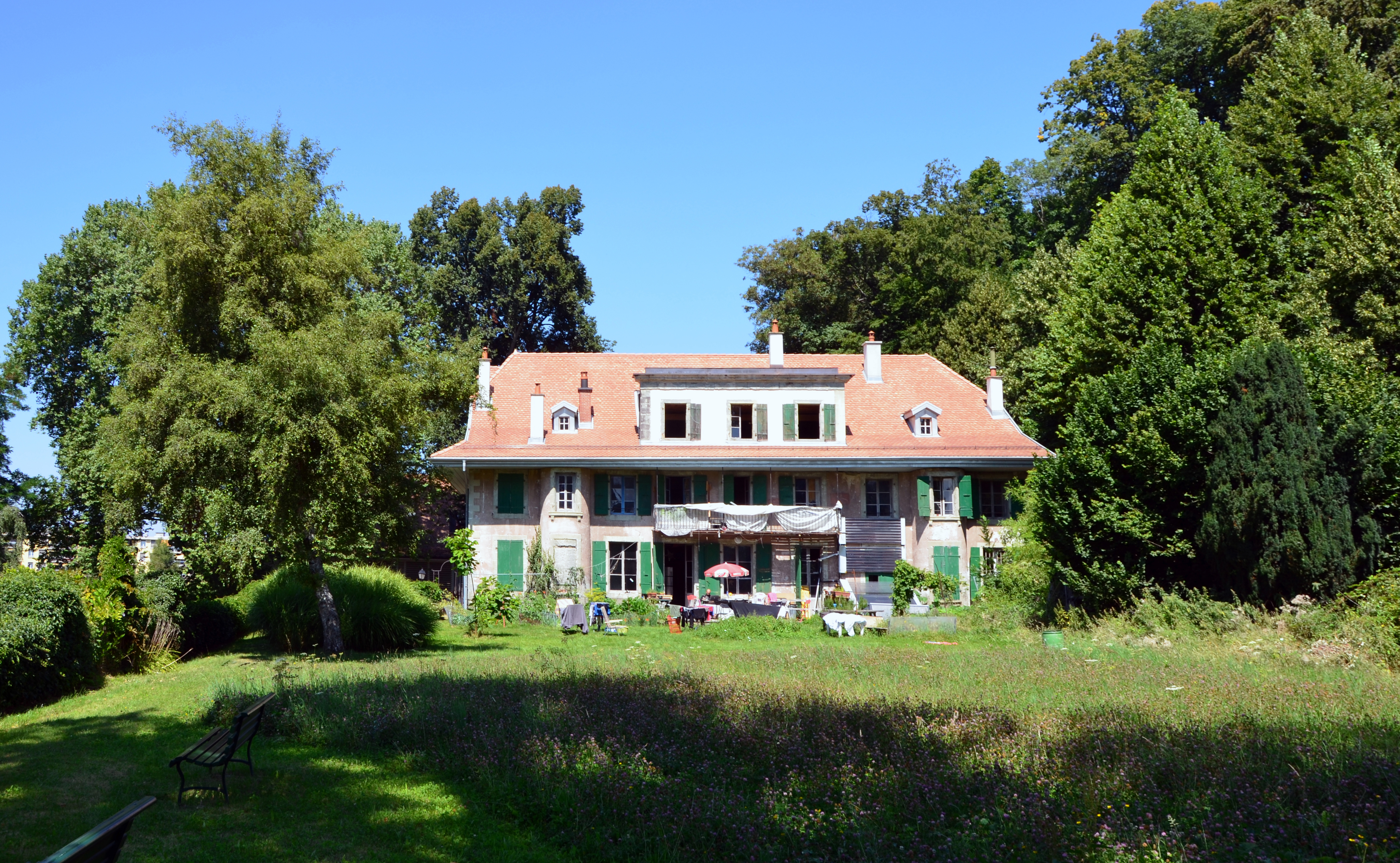
La campagne du Désert, située au chemin de Pierrefleur.
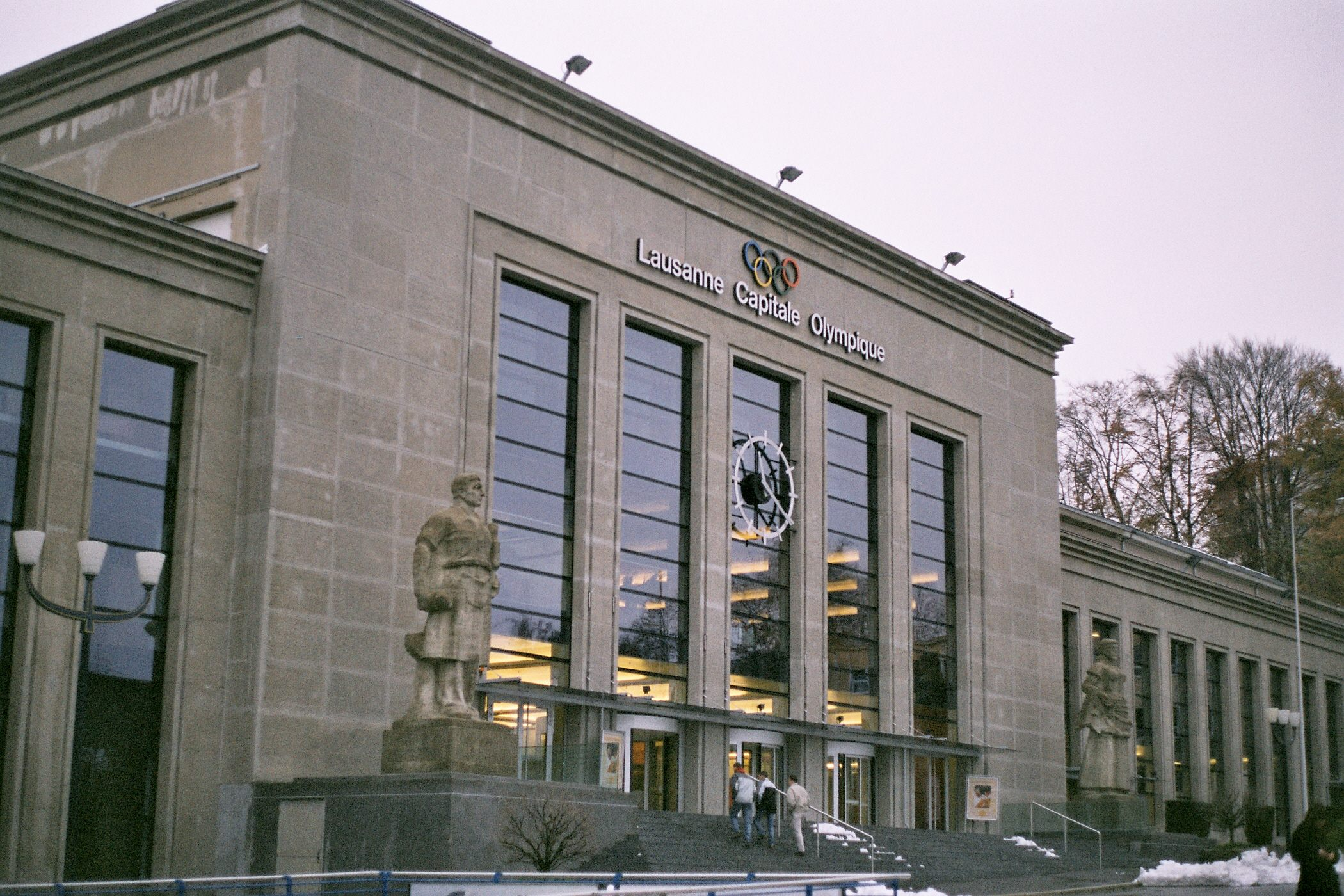
L'entrée du Palais de Beaulieu.